# Megaselia parachaeta
Megaselia parachaeta är en tvåvingeart som beskrevs av Borgmeier 1962. Megaselia parachaeta ingår i släktet Megaselia och familjen puckelflugor. Inga underarter finns listade i Catalogue of Life.